# Добро пожаловать домой, Рокси Кармайкл
«Добро пожаловать домой, Рокси Кармайкл» — кинофильм.

## Сюжет
Динки Босетти (Вайнона Райдер) — это пятнадцатилетняя девочка. У Динки совсем отсутствует интерес к тем вещам, которые обычно интересуют девочек её возраста. Из-за своего характера она стала изгоем среди сверстников, однако происходит событие, которое меняет её жизнь. В город должна приехать Рокси Кармайкл — киноактриса не самой первой величины, но всё же довольно известная. Оказывается, что Рокси Кармайкл — первая жена Дентона Уэбба, которая пятнадцать лет назад уехала из города, чтобы начать актёрскую карьеру, и оставила мужа с грудным ребёнком на руках. Динки предполагает, что она и есть дочь Рокси Кармайкл…

## В ролях
- Вайнона Райдер — Динки Босетти
- Джефф Дэниэлс — Дентон Уэбб
- Ава Фабиан — Рокси Кармайкл
- Лайла Робинс
- Томас Уилсон Браун
- Джоан МакМёртри

## Съёмочная группа
- Режиссёр: Джим Абрахамс
- Продюсер: Пенни Финкелман Кокс, Карен Ли Хопкинс
- Сценарист: Карен Ли Хопкинс
- Композитор: Мелисса Этеридж, Майкл Джей
- Оператор: Пол Эллиот